# 佩罗勒 (塔恩省)
佩罗勒（法語：Peyrole，法語發音：[peʁɔl]）是法国奥克西塔尼大区塔恩省的一个市镇，属于阿尔比区。

## 地理
佩罗勒（43°48'16"N, 1°53'54"E）面积20.59 平方千米，位于法国奧克西塔尼大區塔恩省，该省份为法国南部内陆省份，北起顺时针与阿韦龙省、埃罗省、奥德省、上加龙省和塔恩-加龙省接壤。
与佩罗勒接壤的市镇（或旧市镇、城区）包括：比斯克、卡达朗、拉贝西耶尔康代伊、蒙唐斯、帕里索、皮伯贡、泰库。

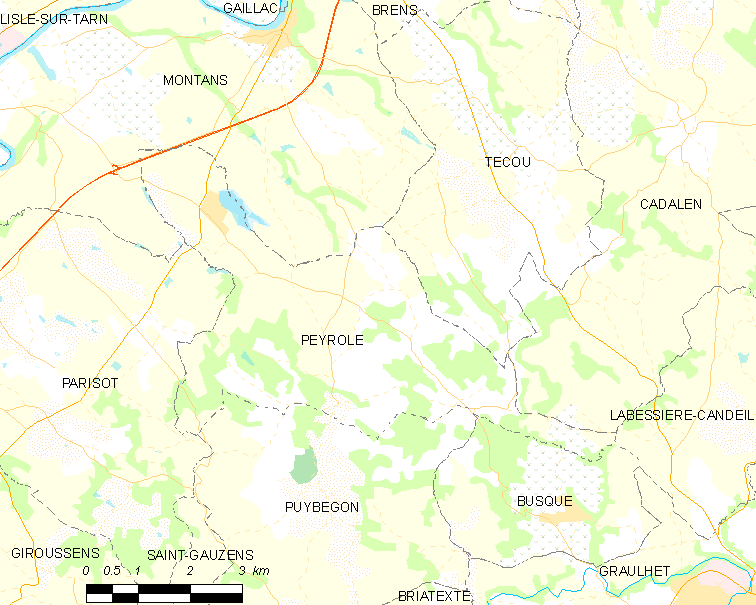
的OSM定位图

佩罗勒的时区为UTC+01:00、UTC+02:00（夏令时）。

## 行政
佩罗勒的邮政编码为81310，INSEE市镇编码为81208。

## 政治
佩罗勒所属的省级选区为两岸县。

## 人口

1962-2008年间人口变化图示

佩罗勒于2022年1月1日时的人口数量为557人。